# Clemens August von Elverfeldt zu Steinhausen
Clemens August von Elverfeldt zu Steinhausen (* 25. Januar 1732; † 13. Januar 1783) war kurkölnischer Kämmerer und Domherr in Hildesheim und Münster.

## Leben
Clemens August von Elverfeld zu Steinhausen entstammte dem rheinisch-westfälischen Adelsgeschlecht von Elverfeldt und war der Sohn des Friedrich Christian von Elverfeldt zu Steinhausen und dessen Gemahlin Maria Victorie von Wolff-Metternich. Mit dem Erhalt der Tonsur am 30. November 1748 durch den Kölner Weihbischof Franz Kaspar von Franken-Siersdorf wurde er auf ein geistliches Leben vorbereitet. 1755 erhielt er vom Kurfürsten mit päpstlicher Erlaubnis eine Dompräbende in Münster. Hier wurde er am 3. Juni 1755 aufgeschworen. Durch den Verzicht seines Bruders Karl Friedrich kam Clemens August in den Besitz eines Domkanonikats in Hildesheim. Hier fand die Aufschwörung am 6. März 1759 statt. Bereits nach zwei Jahren verzichtete er auf die Pfründe und übertrug seine münstersche Präbende auf seinen Bruder Werner August. Er heiratete Maria Theresia von Etzbach.

## Politische Ämter
- Kurkölnischer Kämmerer
- Hofgerichtsassessor in Bentheim